# إي هو
لي هو، من مواليد 22 أكتوبر 1984 في سيؤول في كوريا الجنوبية، لاعب كرة قدم كوري جنوبي.
يعتبر لي هو من أميز لاعبي الوسط على مستوى القارة.. بدأ مسيرته مع المستديرة منذ وقت مبكر
وقد مارس اللعب منذ نعومة أظافره وعندما بلغ السابعة عشرة من عمره أي في عام 2001 خضع إلى برنامج
تدريبي خاص مع نادي كروزيرو البرازيلي، وذلك وفقاً لبرنامج الرعاية الذي تتبناه مؤسسة هيونداي الراعي
الرسمي للاتحاد الكوري الجنوبي لكرة القدم.
وفي عام 2002 وقع عليه الاختيار للالتحاق بمعسكر تدريبي صيفي في أكاديمية
نادي كييفو الإيطالي لكرة القدم.. فتطور مستواه كثيراً وبدا لافتاً للأنظار كلاعب وسط متمكن..
وفي سنة 2003 لعب في الدوري الكوري الجنوبي مع نادي أولسان هيونداي قرابة 81 مباراة..
ونال مع فريقه كأس السوبر الكوري في 2005.. كما شارك في نفس العام مع منتخب بلاده
الكوري الجنوبي للشباب في 14 مباراة من بينها ثلاث مباريات في بطولة كأس العالم.
وعندما بلغ سن الـ22 من عمره في عام 2006 بدا أكثر نضجاً وأثار اهتمام النقاد والخبراء
الرياضيين بأسيا وأوروبا خصوصاً وأنه يتمتع بعقلية كروية جيدة وفنيات مهارية عالية فأقتنع
بالعرض المقدم له من نادي زينت الروسي ولعب معه ثلاثة مواسم حصد خلالها بطولة
كأس الاتحاد الأوروبي.. وفي عام 2009 قرر هو العودة إلى وطنه بعد أن تلقى جملة من
العروض أفضلها كان من نادي نادي سيونجنام إيلهاوا ولعب بانتظام كافة مباريات الدوري مما
أكسبه الثقة بالنفس واللياقة البدنية.
وعلى صعيد المنتخب، فقد شارك الدولي الكوري الجنوبي في جميع المباريات الثلاث التي
لعبتها كوريا الجنوبية في كأس العالم بألمانيا 2006 .

## وصلات خارجية
- إي هو على موقع الاتحاد الدولي (مؤرشف)  (الإنجليزية)
- إي هو على موقع رابطة كرة القدم اليابانية للمحترفين (اليابانية)
- إي هو على موقع دوري كوريا الجنوبية (الإنجليزية)
- إي هو على موقع قاعدة بيانات كرة القدم.إي يو (الإنجليزية)
- إي هو على موقع ناشيونال فوتبول تيمز (الإنجليزية)
- إي هو على موقع Soccerway.com (الإنجليزية)